# Stosunki Polski ze Stanami Zjednoczonymi

Położenie Polski i Stanów Zjednoczonych

Stosunki Polski ze Stanami Zjednoczonymi – wzajemne relacje międzynarodowe pomiędzy Polską a Stanami Zjednoczonymi. Obejmują współpracę polityczną, militarną, gospodarczą, naukową i kulturalną. Kluczowe znaczenie ma amerykańskie przywództwo w NATO. Istotnym czynnikiem sprzyjającym rozwojowi wzajemnych relacji i współpracy jest również amerykańska Polonia, której liczebność ocenia się na 9,6 mln.

## Rys historyczny
Stosunki dyplomatyczne między Polską a Stanami Zjednoczonymi zostały nawiązane 2 maja 1919 r.
USA odegrały ważną rolę w procesie odzyskania przez Polskę niepodległości po I wojnie światowej, a w 1919 r. były pierwszym supermocarstwem, które uznało odrodzone państwo polskie.
Korzystny układ sił w Europie po I wojnie światowej umożliwił powrót Polski na mapę Europy po ponad wieku zaborów. Podczas wojny, znane polskie osobistości takie jak Ignacy Jan Paderewski czy Henryk Sienkiewicz podróżowali do Stanów Zjednoczonych aby promować ideę niepodległej Polski. Wielu Amerykanów polskiego pochodzenia przyjechało do Europy, aby walczyć o suwerenną Polskę, czego najbardziej znanym przykładem jest Błękitna Armia Hallera. Utworzona pod dowództwem Generała Józefa Hallera zrzeszała ponad 20 tys. Amerykanów polskiego pochodzenia.
Prezydent USA Woodrow Wilson był zwolennikiem odrodzenia wolnej Polski. W swoim przemówieniu do Kongresu 22 stycznia 1917 roku Wilson przedstawił niepodległość Polski jako uzasadniony cel wojenny. 8 stycznia 1918 roku prezydent Wilson ogłosił słynne „Czternaście Punktów”. Punkt 13 brzmiał:
„Należy stworzyć niezawisłe państwo polskie, które winno obejmować terytoria zamieszkane przez ludność niezaprzeczalnie polską, któremu należy zapewnić swobodny i bezpieczny dostęp do morza i którego niezawisłość polityczną i gospodarczą oraz integralność terytorialną należy zagwarantować paktem międzynarodowym.”
Polskie państwo zostało uznane przez Stany Zjednoczone de iure 22 stycznia 1919. W maju tego roku Polska i Stany Zjednoczone otworzyły swoje misje dyplomatyczne w Waszyngtonie i Warszawie. Datę złożenia listów uwierzytelniających przez pierwszego przedstawiciela USA w Warszawie, Hugh Gibsona (2 maja 1919 r.) uznaje się za formalną datę nawiązania relacji dyplomatycznych pomiędzy Polską i Stanami Zjednoczonymi.
Bliskie relacje dyplomatyczne pomiędzy Polską i Stanami Zjednoczonymi były kontynuowane w kolejnych latach. W 1919 r. jedenastu amerykańskich lotników – Elliot Chess, Carl Clark, Merian C. Cooper, Edward Corsi, George Crawford, Cedric Fauntleroy, Edmund Graves, Arthur Kelly, Edwin Noble, Harmon Rorison i Kenneth Shrewsbury – stworzyło “Eskadrę Kościuszkowską”, która wzięła udział w obronie Polski przed najeżdżającymi bolszewikami. Amerykanie walczyli również podczas decydującej Bitwy Warszawskiej.
Dyrektor Amerykańskiej Administracji Pomocy Herbert Hoover organizował pomoc humanitarną dla Polski podczas okresu głodu. Przyszły prezydent USA odegrał kluczową rolę jeśli chodzi o zapewnienie żywności, odzieży oraz leków dla setek tysięcy ludzi w potrzebie. W 1922 roku polski Sejm nadał Herbertowi Hooverowi honorowe obywatelstwo Polski.
W 1926 roku, z okazji 150. rocznicy uzyskania niepodległości przez USA, Polacy przygotowali „Polską Deklarację o Podziwie i Przyjaźni dla Stanów Zjednoczonych”. Kolekcja 111 tomów podpisów, życzeń, ilustracji i zdjęć została podpisana przez Prezydenta RP oraz 5,5 miliona obywateli ówczesnej Polski. Deklaracja została przekazana prezydentowi Calvinowi Coolidge’owi 14 października 1926 roku w Białym Domu.

## Współczesność

### Współpraca polityczna w okresie III RP

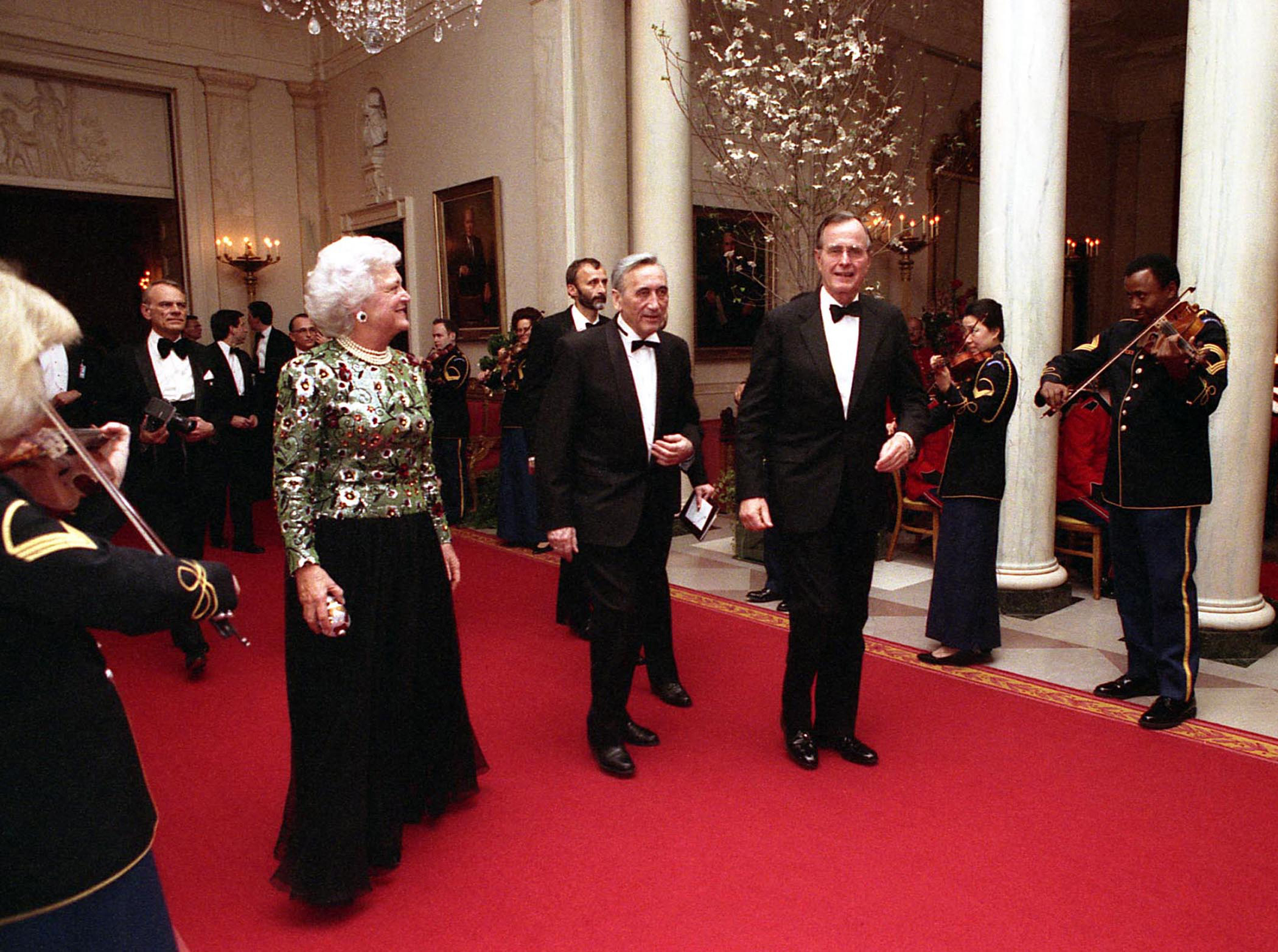
Premier Tadeusz Mazowiecki i prezydent USA George H. W. Bush podczas spotkania w Białym Domu, 1990

Dwustronna współpraca polityczna realizowana jest w dopełniających się wzajemnie sferach: dialogu politycznego, bezpieczeństwa i obrony oraz inicjatyw wspierających demokratyczne przemiany na świecie. Od 1989 roku Polska starała się budować jak najbliższe relacje z USA postrzegając je jako lidera świata demokratycznego i licząc na wsparcie w procesie reform. Po przystąpieniu Polski do Organizacji Traktatu Północnoatlantyckiego (NATO)  władze polskie dążyły do dalszego zacieśniania stosunków, a docelowo do ustanowienia relacji strategicznych. Polska wniosła znaczący wkład w prowadzone przez USA i NATO operacje wojskowe w Iraku i Afganistanie.
Od 2017 roku USA wspierają inicjatywę Trójmorza.
We wrześniu 2018 roku przyjęto deklarację „Obrona wolności i budowanie dobrobytu poprzez polsko-amerykańskie partnerstwo strategiczne”, która nakreśliła perspektywy rozwoju współpracy dwustronnej, w szczególności w dziedzinie obronności (w tym wzmocnienia obecności wojsk amerykańskich w Polsce), energetyki, handlu i inwestycji. Rozszerzyła ona możliwości wsparcia administracji USA dla realizacji polskich priorytetów w dziedzinie bezpieczeństwa, w tym wzmocnienia amerykańskiej obecności wojskowej w Polsce, współpracy w sektorze energetycznym oraz pogłębienia wymiany handlowej i wzajemnych inwestycji.
Jedną z istotnych kwestii w stosunkach polsko-amerykańskich było zniesienie obowiązku wizowego dla obywateli polskich, co nastąpiło w 2019 roku wraz z włączeniem Polski do amerykańskiego programu ruchu bezwizowego. 
Ważnym aspektem stosunków polsko-amerykańskich jest obecność sił zbrojnych USA w Polsce w ramach zwiększenia bezpieczeństwa wschodniej flanki NATO. W ramach inicjatywy European Deterrence Initiative (EDI) do Polski i innych państw wschodniej flanki NATO trafiła Pancerna Brygadowa Grupa Bojowa. Licząca 3,5 tysiąca żołnierzy formacja wspomagana jest przez Brygadę Lotnictwa Bojowego oraz pododdziały logistyczne i wsparcia. W czerwcu 2019 podczas wizyty prezydenta Polski Andrzeja Dudy podpisano „Wspólną deklarację o współpracy obronnej w zakresie obecności sił zbrojnych Stanów Zjednoczonych Ameryki na terytorium Rzeczypospolitej Polskiej”, zaś 15 sierpnia 2020 roku minister obrony narodowej Mariusz Błaszczak i sekretarz stanu USA Mike Pompeo podpisali umowę o wzmocnieniu trwałej obecności wojsk USA w Polsce. USA są także ważnym partnerem Polski w zakresie modernizacji sił zbrojnych (m.in. zakup czołgów M1 Abrams, myśliwców Lockheed Martin F-35 Lightning II i systemów artyleryjskich M142 HIMARS).
W 2019 roku podpisano dwustronną umowę dotyczącą zwalczania przestępczości.
W 2024 roku podpisano Memorandum of Understanding w zakresie współpracy w dziedzinie cyberbezpieczeństwa i nowych technologii.

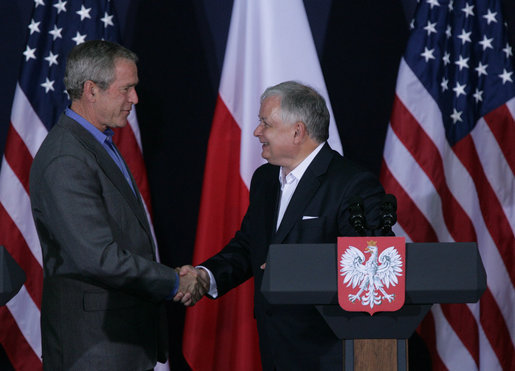
Prezydent USA George W. Bush i prezydent Lech Kaczyński podczas spotkania w Gdańsku, 2007

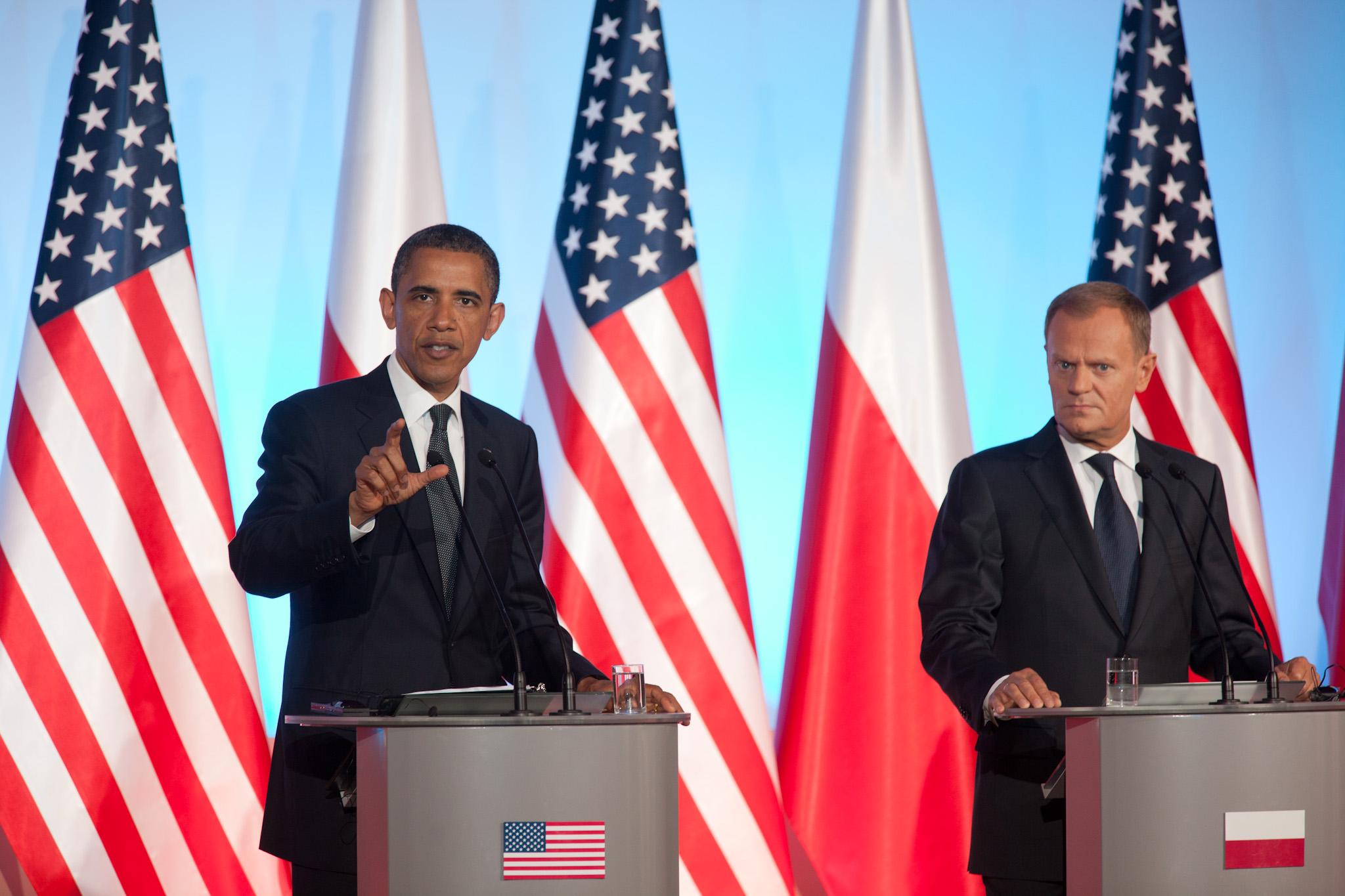
Spotkanie prezydenta USA Baracka Obamy i premiera Donalda Tuska w Warszawie, 2011

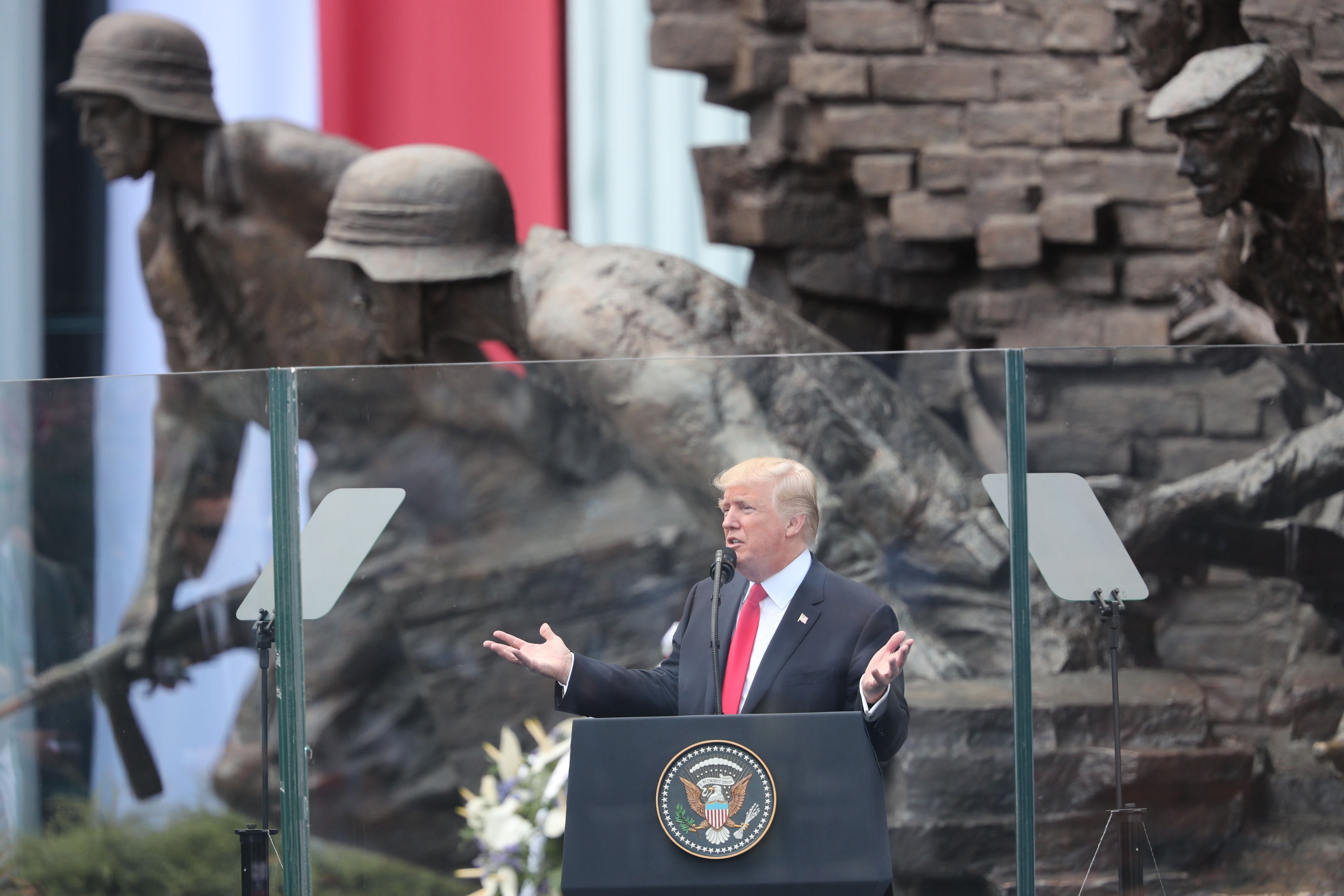
Przemówienie prezydenta USA Donalda Trumpa w Warszawie, 2017

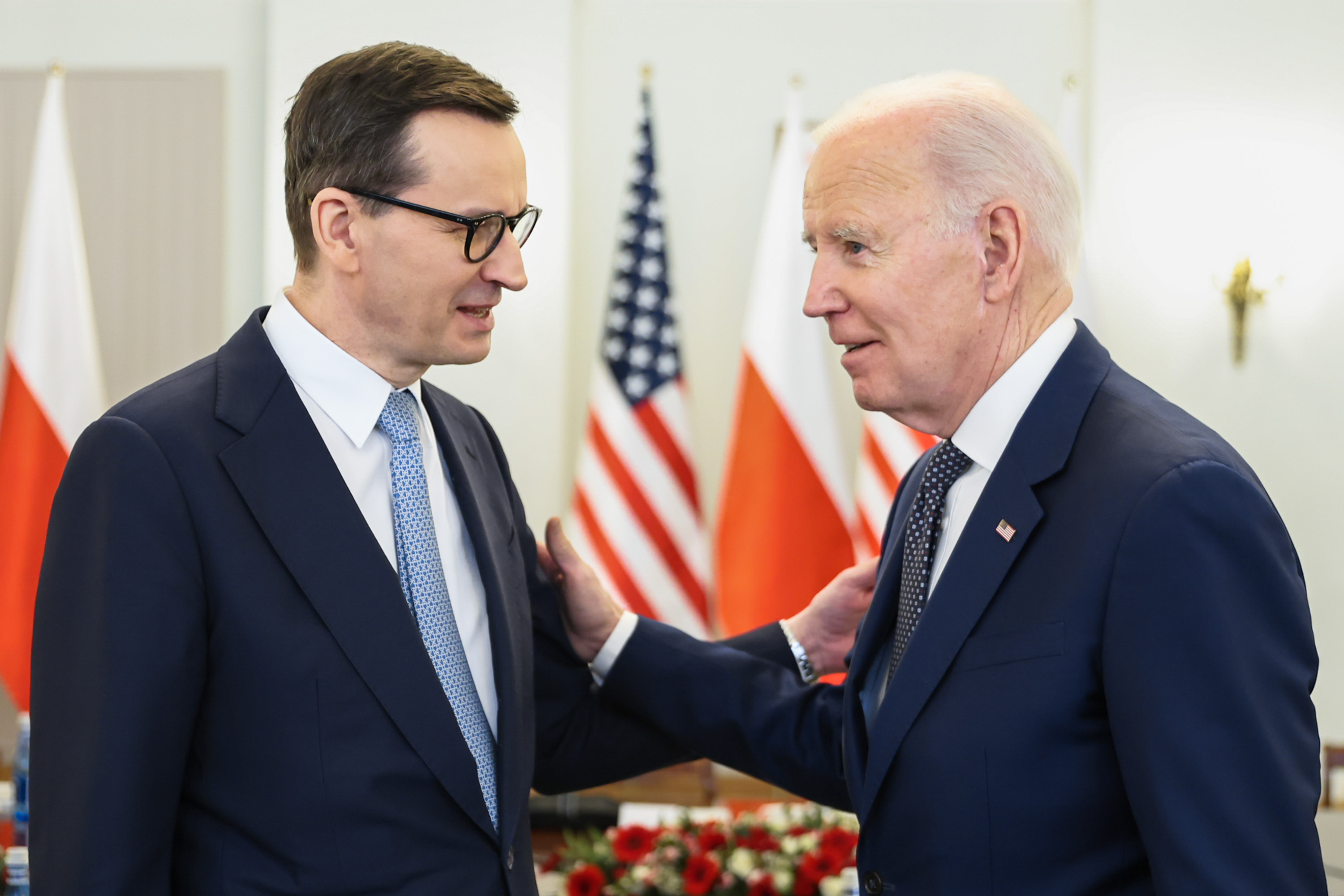
Spotkanie prezydenta USA Joego Bidena i premiera Mateusza Morawieckiego w Warszawie, 2023

| Prezydent        | Data               | Miasto            | Program |
| ---------------- | ------------------ | ----------------- | --- |
| George H.W. Bush | 5 lipca 1992       | Warszawa          | Spotkanie z prezydentem Lechem Wałęsą oraz udział w ceremonii pochowania Ignacego Jana Paderewskiego. Przemówienie na Placu Zamkowym.                                                                                       |
| Bill Clinton     | 6-7 lipca 1994     | Warszawa          | Spotkanie z prezydentem Lechem Wałęsą. |
| Bill Clinton     | 10-11 lipca 1997   | Warszawa          | Spotkanie z prezydentem Aleksandrem Kwaśniewskim, premierem Włodzimierzem Cimoszewiczem i przedstawicielami opozycji. |
| George W. Bush   | 15-16 czerwca 2001 | Warszawa          | Spotkanie z prezydentem Aleksandrem Kwaśniewskim i premierem Jerzym Buzkiem. |
| George W. Bush   | 30-31 maja 2003    | Kraków, Oświęcim  | Wizyta na terenie obozu zagłady Auschwitz-Birkenau. Rozmowy z prezydentem Aleksandrem Kwaśniewskim i premierem Leszkiem Millerem.                                                                                           |
| George W. Bush   | 8 lipca 2007       | Jurata            | Spotkanie z prezydentem Lechem Kaczyńskim. |
| Barack Obama     | 27-28 maja 2011    | Warszawa          | Udział w szczycie Europy Środkowej oraz spotkanie z premierem Donaldem Tuskiem. |
| Barack Obama     | 3-4 czerwca 2014   | Warszawa          | Udział w uroczystościach 25-lecia wyborów 4 czerwca i przemówienie na Placu Zamkowym. Rozmowy z prezydentem Bronisławem Komorowskim, premierem Donaldem Tuskiem i prezydentem Ukrainy Petro Poroszenko.                     |
| Barack Obama     | 8-9 lipca 2016     | Warszawa          | Udział w szczycie NATO. |
| Donald Trump     | 5-lipca 2017       | Warszawa          | Udział w szczycie inicjatywy Trójmorza, rozmowy z prezydentem Andrzejem Dudą i prezydent Chorwacji Kolindą Grabar-Kitarović oraz przemówienie na Placu Krasińskich.                                                         |
| Joe Biden        | 25-25 marca 2022   | Rzeszów, Warszawa | Spotkanie z prezydentem Andrzejem Dudą, premierem Mateuszem Morawieckim, prezydentem Warszawy Rafałem Trzaskowskim oraz ministrem spraw zagranicznych Ukrainy Dmytro Kułebą. Przemówienie na dziedzińcu Zamku Królewskiego. |
| Joe Biden        | 20-22 lutego 2023  | Warszawa          | Spotkanie z prezydentem Andrzejem Dudą i premierem Mateuszem Morawieckim. Spotkanie z prezydent Mołdawii Maia Sandu. Przemówienie w Arkadach Kubickiego. Udział w spotkaniu Bukaresztańskiej Dziewiątki.                    |

### Współpraca gospodarcza

#### Wymiana handlowa i inwestycje
Według danych z 2023 roku wartość obrotów handlowych między oboma krajami wyniosła ponad 24 mld USD z saldem dodatnim po stronie amerykańskiej (import z USA do Polski – 13,1 mld USD , eksport z Polski do USA – 11 mld USD).  Polski eksport obejmuje przede wszystkim maszyny i urządzenia mechaniczne, kotły oraz urządzenia przetwarzania danych, natomiast import amerykańskim obejmuje w pierwszej kolejności części do produkcji samolotów oraz produkty farmaceutyczne
W 2023 roku wartość amerykańskich bezpośrednich inwestycji w Polsce wyniosła 15,8 mld USD, natomiast polskich inwestycji w USA – niecałe 0,5 mld USD).

#### Współpraca energetyczna

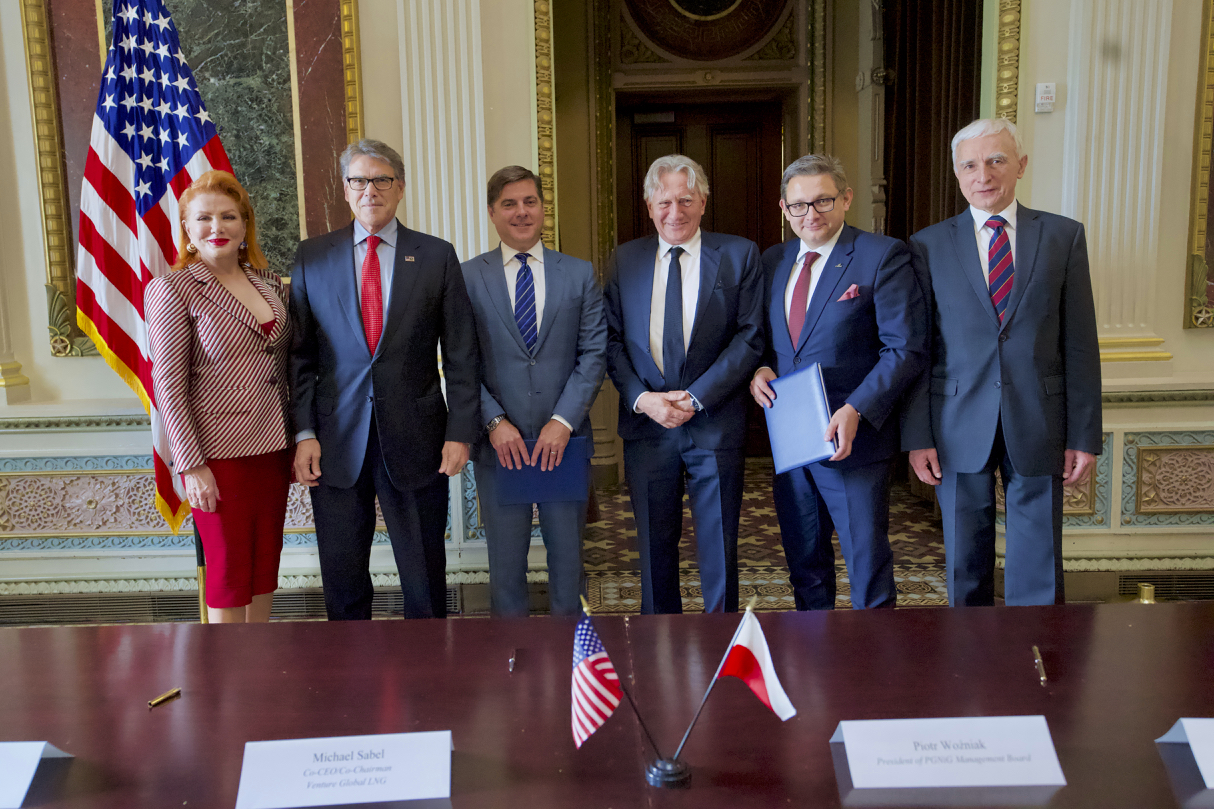
Sekretarz energii USA Rick Perry podczas wizyty w Polsce. Na zdjęciu z ambasador Georgette Mosbacher, Mikiem Sabelem z Venture Global LNG, prezesem PGNIG Piotrem Woźniakiem, wiceprezesem PGNIG Maciejem Woźniakiem i ministrem Piotrem Naimskim (2019)

W 2011 roku zostało podpisane dwustronne memorandum o współpracy w zakresie bezpieczeństwa energetycznego i klimatycznego. Jednym z mechanizmów współpracy są konsultacje w ramach polsko-amerykańskiego strategicznego dialogu energetycznego.
W czerwcu 2019 roku przedstawiciele rządów obu państw podpisali  porozumienie w zakresie strategicznej współpracy w zakresie energii jądrowej, zaś prezesi firm PGNiG i Venture Global LNG zawarli kontrakt w sprawie dostaw gazu LNG z USA do Polski.
W październiku 2022 roku władze Polski poinformowały o wyborze amerykańskiego przedsiębiorstwa Westinghouse jako partnera w budowie elektrowni jądrowej w Polsce.
Współpraca obejmuje także obszar modularnych elektrowni jądrowych (SMR). W lutym 2022 roku KGHM Polska Miedź podpisała umowę z amerykańską firmą NuScale przewidującą budowę 4 SMR-ów do 2029 roku.

#### Gospodarcze umowy dwustronne
Stosunki gospodarcze regulują zarówno porozumienia zawarte między USA a Unią Europejską) jak i dokumenty dwustronne, w tym:
- Traktat o stosunkach handlowych i gospodarczych między Rzecząpospolitą Polską i Stanami Zjednoczonymi Ameryki, sporządzony w Waszyngtonie, 21 marca 1990 r. (Dz.U. z 1994 r. nr 97, poz. 467 z 15.09.1994 r. z późniejszymi zmianami).
- Protokół dodatkowy między RP a Stanami Zjednoczonymi Ameryki do Traktatu o stosunkach handlowych i gospodarczych między RP i Stanami Zjednoczonymi Ameryki z 1990 r., podpisany w Brukseli, 12 stycznia 2014 r. (Dz.U. z 2005 r. nr 3, poz. 14 z 7.01.2005 r.).
- Umowa o zabezpieczeniu społecznym między RP a Stanami Zjednoczonymi Ameryki (Dz. U. nr 46 z dn. 23 marca 2009 r. poz. 374 i 376.).
- Konwencja między RP a Stanami Zjednoczonymi Ameryki w sprawie unikania podwójnego opodatkowania i zapobiegania uchylaniu się od opodatkowania w zakresie podatków od dochodu, podpisana w Warszawie, 13 lutego 2013 r. (Dz.U. z 30.08.2013 r. poz. 995).
- Wspólna deklaracja USA i Polski na temat 5G[18]

### Współpraca naukowa
USA są najważniejszym, obok krajów Unii Europejskiej, partnerem naukowym Polski. Podstawą współpracy w tej dziedzinie jest podpisana 23 kwietnia 2018 roku w Waszyngtonie polsko-amerykańska umowa o współpracy naukowo-technicznej. Umowa umożliwia nawiązanie bliższej współpracy między agencjami rządowymi dystrybuującymi fundusze na badania oraz wypracowanie mechanizmów współfinansowania polsko-amerykańskich projektów badawczych. Dopełnienie umowy jest podpisany w Waszyngtonie list intencyjny pomiędzy polskimi resortami nauki i zdrowia a amerykańskim Departamentem Zdrowia i Opieki Społecznej o współpracy w zakresie zdrowia i nauk medycznych.
Od 2013 roku przyznawana jest Polsko-Amerykańska Nagroda Naukowa, która jest przyznawana wspólnie przez Fundację na rzecz Nauki Polskiej i Amerykańskie Stowarzyszenie na rzecz Postępu Nauk AAAS.

## Placówki dyplomatyczne i konsularne

### Amerykańskie
- Ambasada Stanów Zjednoczonych w Warszawie
- Konsulat Generalny Stanów Zjednoczonych w Krakowie
- Agencja Konsularna Stanów Zjednoczonych w Poznaniu

### Polskie
- Ambasada RP w Waszyngtonie
- Konsulat Generalny RP w Chicago
- Konsulat Generalny RP w Houston
- Konsulat Generalny RP w Los Angeles
- Konsulat Generalny RP w Nowym Jorku